# Brusson (Francia)
Brusson è un comune francese di 218 abitanti situato nel dipartimento della Marna nella regione del Grand Est.

## Storia

### Simboli
Lo stemma comunale è stato adottato nel 2025. Nel primo quarto è riprodotto l'emblema della Champagne; nel secondo la croce ricorda che l'Ordine di San Lazzaro gestiva l'antico lebbrosario di Brusson; l'ancora simbolizza il canale che va dalla Marna al Reno attraversando il territorio comunale; il ramo fogliato richiama il toponimo poiché brusson in francese significa "sottobosco"; la linea ondata rappresenta il fiume Bruxenelle che bagna il comune.

## Società

### Evoluzione demografica
Abitanti censiti